# Split
 For alternative betydninger, se Split (flertydig). (Se også artikler, som begynder med Split)
Split (italiensk: Spalato) er en kroatisk by i Dalmatien. Den er en af de vigtigste kroatiske havnebyer ved Adriaterhavet. Byen har 160.577 (2021) indbyggere.
Den har desuden en international lufthavn, Split Airport.

## Historie
I år 295 begyndte den romerske kejser Gaius Valerius Aurelius Diocletianus at bygge et palads på den dalmatinske kyst i landet, hvor han var født. Da han abdicerede i år 305, forlod han Nikomedia og flyttede ind i paladset for at tilbringe sine sidste leveår der.
Diocletians palads der er udpeget til verdenarvssted, dækkede et område på 28.900 m². Efter hans død var arvede kejserne paladset. Omdannelsen til en by begyndte sidst i det 7. århundrede, da indbyggerne i nabobyen Salone søgte tilflugt her under avarernes angreb.
I det 10. og 11. århundrede ejede de kroatiske konger Split. Først i det 12. århundrede blev kroatisk-ungarske konger over de dalmatinske byer, og fra begyndelsen af det 15. århundrede til midten af det 18. århundrede var byen under veneziansk administration.
Efter en kort periode med fransk regering i det 18. århundrede kom Split under det østrig-ungarske monarki. Efter 1. verdenskrig voksede byens rolle som kulturelt, administrativt og økonomisk center, og indbyggertallet steg.
Under 2. verdenskrig blev byen bombarderet af tyskerne. Efter 2. verdenskrig oplevede byen en dynamisk vækst og blev til et vigtigt turistcenter i Jugoslavien, ligesom den er i dagens Kroatien.
Syd for Split ligger feriebyerne Makarska og Podgora.